# Kasimir 3. af Polen
Kasimir 3. af Polen (polsk: Kazimierz III Wielki; født 30. april 1310, død 5. november 1370) regerede som konge af Polen fra 1333 til 1370. Han blev også senere konge af Ruthenia i 1340, og kæmpede for at beholde titlen i Galicien-Volhynia-krigene. Han var den sidste polske konge fra Piast-dynastiet.
Kasimir arvede et rige svækket af krig og gjorde det velstående og velhavende. Han reformerede den polske hær og fordoblede rigets størrelse. Han reformerede retssystemet og indførte en lovkode, som fik titlen "den polske Justinian". Kasimir byggede omfattende og grundlagde Universitet Jagielloński (dengang blot kaldet Krakow universitet), det ældste polske universitet og et af de ældste i verden. Han bekræftede også privilegier og beskyttelser, der tidligere var givet jøder, og opmuntrede dem til at slå sig ned i Polen i stort tal.
Kasimir efterlod ingen legitime sønner. Da han døde i 1370 af en skade modtaget under jagt, efterfulgte hans nevø, kong Ludvig 1. af Ungarn, ham som konge af Polen i personlig forening med Ungarn.

## Den Store Konge
Kasimir blev født den 30. april 1310 i Kowal, Kuyavia, den tredje søn af Vladislav 1. af Polen og Jadwiga af Kalisz. Han havde to brødre, der døde som barn og tre søstre: Kunegunda, Elżbieta og Jadwiga. Da Kasimir nåede tronen i 1333, var hans stilling i fare, da hans naboer ikke anerkendte hans titel og i stedet kaldte ham "konge af Kraków". Kongeriget blev affolket og udmattet af krig, og økonomien blev ødelagt. I 1335, i Trentschin-traktaten, blev Kasimir tvunget til at give afkald på sine krav til Schlesien "for evigt".
Kasimir begyndte at genopbygge landet og styrke dets forsvar. Under hans regeringstid blev næsten 30 byer forsynet med fæstningsmure, og omkring 50 slotte blev bygget, inklusive slotte langs Ørneredernes Trail. Disse præstationer fejres stadig i dag i en almindeligt kendt ord, der oversættes som følger: arvede træbyer og efterlod dem befæstet med sten og mursten (Kazimierz Wielki zastał Polskę drewnianą, en zostawił murowaną).
Han organiserede et kongermøde i Kraków i 1364, hvor han udstillede det polske riges rigdom. Kasimir er den eneste konge i polsk historie, der både har modtaget og beholdt titlen "Store", da Boleslav 1. af Polen er mere almindeligt kendt som "den modige".

### Reformer
Kasimir sikrede stabilitet og store udsigter for landets fremtid. Han etablerede Corona Regni Poloniae - kronen af det polske kongerige, som bekræftede eksistensen af de polske lande uafhængigt af monarken. Før det var landene kun Piast-dynastiets ejendom.
Ved Sejm i Wiślica indførte Kasimir den 11. marts 1347 reformer af det polske retssystem og sanktionerede civile og strafferetlige love for Stor- og Lillepolen, hvilket fik titlen "Den Polske Justinianer". I 1364, efter at have modtaget tilladelse fra pave Urban V, etablerede Kasimir universitetet i Kraków, nu det ældste universitet i Polen. Det blev betragtet som en sjælden udmærkelse, da det kun var det andet universitet, der blev grundlagt i Centraleuropa, efter Charles University i Prag.

### Politik og ekspansion
Kasimir demonstrerede kompetence i udenlandsk diplomati og formåede at fordoble størrelsen af sit kongerige. Han neutraliserede forholdet til potentielle fjender mod vest og nord og begyndte at udvide sit territorium mod øst. Han erobrede det ruthenske kongerige Halytj og Volodymyr (et territorium i det moderne Ukraine), kendt i polsk historie som Red Ruthenia og Volhynia. Ved at udvide grænserne langt mod sydøst fik det polske kongerige adgang til den lukrative Sortehavshandel.

### Succession
I 1355, i Buda, udpegede Kasimir sin nevø Ludvig 1. af Ungarn som sin efterfølger, hvis han ikke producerede nogen mandlig arving, ligesom hans far havde med Karl 1. af Ungarn for at få hjælp mod Bøhmen. Til gengæld fik Kasimir en gunstig ungarsk holdning, nødvendig i stridigheder med den fjendtlige teutoniske orden og Kongeriget Bøhmen. På det tidspunkt var Kasimir 45 år gammel, og det virkede ikke urimeligt at få en søn.
Kasimir efterlod ingen lovlig søn, men han avlede i stedet fem døtre. Han forsøgte at adoptere sit barnebarn, Kasimir IV, hertug af Pommern, i sit sidste testamente. Barnet var blevet født af hans ældste datter, Elisabeth, hertuginde af Pommern, i 1351. Denne del af testamentet blev ugyldiggjort af Ludvig 1. af Ungarn, som var rejst til Kraków hurtigt efter Kasimirs død (i 1370) og bestikkede adelsmænd med fremtidige privilegier. Kasimir III havde også en svigersøn, Ludvig VI af Bayern, markgreve og kurfyrste af Brandenburg, som blev betragtet som en mulig efterfølger, men han blev anset for udelukket, da hans kone, Kasimirs datter Cunigunde, var død i 1357 uden problemer.
Således blev kong Ludvig I af Ungarn efterfølger i Polen. Louis blev udråbt til konge ved Kasimirs død i 1370, selvom Kasimirs søster Elisabeth (Louis' mor) havde meget af den reelle magt indtil hendes død i 1380.

## Samfundet under Kasimirs regering
Hans popularitet blandt bønderne var med til at genopbygge landet, da en del af genopbygningsprogrammet blev finansieret af en jordskat betalt af den lavere sociale klasse.

## Forholdet til jøder
Den 9. oktober 1334 bekræftede Kasimir de privilegier, der blev givet til jøder i 1264 af Bolesław V den Kyske. Under dødsstraf forbød han kidnapning af jødiske børn med henblik på tvungen kristen dåb, og han idømte hård straf for vanhelligelse af jødiske kirkegårde. Mens jøder havde boet i Polen siden før hans regeringstid, tillod Kasimir dem at bosætte sig i Polen i stort tal og beskyttede dem som kongens folk. Omkring 70 procent af verdens europæiske jøder, eller Ashkenazisk, kan spore deres herkomst til Polen på grund af Kasimirs reformer. Kasimirs legendariske jødiske elskerinde Esterka forbliver ubekræftet af direkte historiske beviser.

## Relationer og børn
Kasimir III var gift fire gange:

### Aldona af Litauen
Den 30. april eller 16. oktober 1325 giftede Kasimir sig med Aldona af Litauen, datter af storhertug Gediminas af Litauen og Jewna. De havde:
- Elisabeth af Polen (ca. 1326–1361); gift med hertug Bogislaus V af Pommern[16]
- Cunigunde af Polen (1334-1357),,[16] giftede sig med Louis VI den romerske, søn af Ludvig 4., den hellige romerske kejser
- Anna[16]

Aldona døde den 26. maj 1339. Kasimir forblev enkemand i to år.

### Adelaide af Hessen
Den 29. september 1341 giftede Kasimir sig med sin anden kone, Adelaide af Hessen. Hun var datter af Henrik II, Landgrave of Hessen, og Elizabeth of Meissen. De havde ingen børn. Kasimir begyndte at bo adskilt fra Adelaide kort efter ægteskabet. Deres kærlighedsløse ægteskab varede indtil 1356, hvor han erklærede sig skilt.

### Christina Rokiczana
Efter at Kasimir blev "skilt" fra Adelaide, giftede han sig med sin elskerinde Christina Rokiczana, enken efter Miklusz Rokiczani, en velhavende købmand. Hendes egen oprindelse er ukendt. Efter sin første mands død var hun gået ind i Bøhmens hof i Prag som en vagtfrue. Kasimir bragte hende med sig fra Prag og overbeviste abbeden fra Benediktinerklostret Tyniec om at gifte sig med dem. Ægteskabet blev holdt i en hemmelig ceremoni, men blev hurtigt kendt. Dronning Adelaide gav afkald på det som bigamous og vendte tilbage til Hessen. Kasimir fortsatte med at leve med Christine på trods af klager fra Pave Innocens 6. på vegne af dronning Adelaide. Dette ægteskab varede indtil 1363-64, da Kasimir igen erklærede sig skilt. De havde ingen børn.

### Hedwig af Żagań
I cirka 1365 giftede Kasimir sig med sin fjerde kone Hedwig af Żagań. Hun var en datter af Henrik V af Jern, hertug af Żagań og Anna af Mazovien. De fik tre børn:
- Anna af Polen, grevinde af Celje (1366 – 9. juni 1422); giftede sig først med Vilhelm af Celje; deres eneste datter var Anne af Celje, som giftede sig med Jogaila af Litauen, da han var konge af Polen (som Władysław II Jagiełło). Anna giftede sig for det andet med Ulrich, hertug af Teck; de havde ingen børn.
- Kunigunde af Polen (1367 – 1370)
- Jadwiga of Polen (1368 – ca. 1382)

Da Adelheid stadig var i live (og muligvis også Christina), blev ægteskabet med Hedwig også betragtet som bigamt. På grund af dette blev legitimiteten af hans tre unge døtre bestridt. Det lykkedes Kasimir at få Anna og Kunigunde legitimeret af pave Urban V den 5. december 1369. Jadwiga den yngre blev legitimeret af pave Gregor XI den 11. oktober 1371 (efter Kasimirs død).

## Titel og stil heraf
Kasimirs fulde titel var: Kasimir ved Guds nåde, konge af Polen og Rus' (Ruthenia), herre og arving af landet Kraków, Sandomierz, Sieradz, Łęczyca, Kuyavia, Pommern (Pommern). Titlen på latin var: Kazimirus, Dei gratia rex Polonie et Russie, nec non Cracovie, Sandomirie, Siradie, Lancicie, Cuiavie, et Pomeranieque Terrarum et Ducatuum Dominus et Heres.

## Populær kultur

### Film
- Kasimir III den Store er en af hovedpersonerne i den polske historiske dramaserie Korona królów (Kongernes Krone). Han spilles af Mateusz Król (sæson 1) og Andrzej Hausner (sæson 2).[22]
- Kasimir III den Store er nævnt i en tale af Amon Göth i filmen Schindlers List.[23]

### Spil
- Kasimir er en spilbar leder i 2010-strategispillet Civilization V, der er blevet tilføjet i dets 2013-udvidelse, Brave New World.
- Kasimir er også en lineal i strategispillet Crusader Kings II.

### Valuta
- Kasimir ses på forsiden af den 50 polske złoty-seddel med hans regalier på bagsiden.[24]

## Galleri
- Kasimir III den Store af Jan Matejko
- Kasimir den Store af Leopold Loeffler
- Kasimir III's gravsten ved Wawel-katedralen
- Dokument udstedt af Kasimir den Store, der giver den armenske biskop Gregory (Գրիգոր) ret til at blive og prædike i Lviv, 1367
- Royale segl, 1334

## Eksterne links
- Wikimedia Commons har flere filer relateret til Kasimir 3. af Polen
- Bain, Robert Nisbet (1911). "Casimir III." . Encyclopædia Britannica. Vol. 5 (11. udgave). s. 446-447.
- His listing in "Medieval lands" by Charles Cawley. The project "involves extracting and analysing detailed information from primary sources, including contemporary chronicles, cartularies, necrologies and testaments."| Kasimir 3. af Polen Piast-slægtenFødt: 1310 Død: 1370 |             |                          |
| Titler som regent                                     |             |                          |
| Foregående: Vladislav 1.                              | {{{titel}}} | Efterfølgende: Ludvig 1. |
| Foregående: Boleslaw-Yuri II                          | {{{titel}}} | Efterfølgende: Ludvig 1. |